# USS Wilkes-Barre (CL-103)
Ne pas confondre avec le USS Astoria (CL-90) initialement nommé Wilkes-Barre.
L'USS Wilkes-Barre (CL-103) est un croiseur léger de classe Cleveland entré en service dans l'United States Navy durant la Seconde Guerre mondiale. Il tient son nom de la ville de Wilkes-Barre, en Pennsylvanie.

## Caractéristiques
La classe Cleveland est la classe de croiseurs la plus nombreuse jamais construite : ce sont 29 navires (dont 2 substantiellement modifiés) sur les 52 initialement prévus qui entrent en service dans l'United States Navy, plus 9 autres convertis en porte-avions légers. Ils sont conçus pour respecter le second Traité naval de Londres signé en 1936. Le blindage est sensiblement le même que la classe précédente, la classe St. Louis. L'armement principal du Wilkes-Barre est constitué de quatre tourelles triples de canons de 6 pouces de 47 calibres. Six tourelles doubles de canons de 5 pouces de 38 calibres à usage double sont installées en diamant afin de couvrir une large zone. Enfin, l'armement antiaérien est composé de quatre tourelles quadruples et six tourelles doubles de canons de 40 mm Bofors et de 10 canons de 20 mm Oerlikon.

## Histoire
L'USS Wilkes-Barre est lancé fin 1943 et rejoint la Task Force 38 en décembre 1944, après avoir subi plusieurs tests durant l'été. Servant d'escorte antiaérienne aux porte-avions, le Wilkes-Barre participe à plusieurs opérations en mer de Chine méridionale et à la bataille d'Iwo Jima, avant de rejoindre, début juillet 1945, les forces chargées de bombarder le Japon. Après la guerre, le Wilkes-Barre rejoint la 3e flotte occupant la base navale de Yokosuka, puis la 5e flotte au large de la Chine, avant de retourner au pays. Il est retiré du service actif le 9 octobre 1947, rayé des listes le 15 janvier 1971, puis utilisé pour des tests d'explosifs auxquels il succombera le 12 mai 1972.

## Récompenses
L'USS Wilkes-Barre a reçu quatre battle stars pour son service lors de la Seconde Guerre mondiale.